# كأس رابطة الدول المستقلة 2010
كأس رابطة الدول المستقلة 2010 هو الموسم 18 من كأس رابطة الدول المستقلة. كان عدد الأندية المشاركة فيه 16، وفاز فيه روبين كازان.